# Arroyo de la Fuente Castellana
El arroyo de la Fuente Castellana, de la Castellana, del Prado o Carcabón fue un pequeño arroyo madrileño. Dio nombre a una fuente, un viaje de agua y un popular paseo de la capital de España.

## Historia
Totalmente soterrado desde el siglo xix, el caudal de sus acuíferos discurre bajo el paseo de la Castellana (al que dio nombre), los paseos del Prado y Recoletos y la calle de Méndez Álvaro. El arroyo nacía en la que luego sería plaza de Emilio Castelar, donde se instaló en 1833 la primera piedra de la Fuente Castellana, que también tomaba su nombre del manantial de origen del arroyo. Al llegar a lo que en el inicio del siglo xxi es el nudo de Atocha, el arroyo giraba hacia el sur dejando a la izquierda la estación de Atocha y el entramado de vías que de ella parten para virar de nuevo a la derecha a la altura del cruce entre Méndez Álvaro y el ferrocarril de contorno, desembocando poco más allá en el arroyo Abroñigal, en una zona próxima a la estación de mercancías Madrid-Abroñigal.